# David Live
David Live is het eerste livealbum van de Britse muzikant David Bowie, uitgebracht in 1974. Het album was opgenomen over enkele dagen in de Tower Theater in Upper Darby, Pennsylvania, tijdens de Amerikaanse Diamond Dogs Tour.
Het album laat Bowie zien tijdens zijn transitie van de Ziggy Stardust/Aladdin Sane-periode naar de "plastic soul"-Young Americans-periode. Op de hoes staat een foto van Bowie tijdens zijn soul-periode, terwijl het album al werd opgenomen toen hij nog nummers ten gehore bracht van Diamond Dogs en Aladdin Sane, alsmede enkele favorieten van Ziggy Stardust en eerdere albums.
De tournee was de meest ambitieuze van Bowie tot dan toe, waarbij de set genaamd "Hunger City" de post-apocalyptische wereld van Diamond Dogs moest voorstellen. De tournee is het onderwerp van de documentaire Cracked Actor van Alan Yentob uit 1975.
Bowie zei later zelf over het album: "David Live was het laatste sterven van Ziggy [Stardust]... En die foto op de cover. Mijn God, het lijkt alsof ik net uit het graf stap. Zo voelde ik me ook echt. Dat album had 'David Bowie Is Alive and Well and Living Only in Theory' moeten heten."
Twee nummers van het album werden ook uitgebracht op single. "Knock on Wood", een cover van Eddie Floyd, kwam tot de tiende plaats in Engeland, terwijl "Rock 'n' Roll with Me" niet in de hitlijsten terechtkwam.

## Tracklist
- Alle nummers geschreven door Bowie, tenzij anders genoteerd.

Originele LP
1. "1984" – 3:20
2. "Rebel Rebel" – 2:40
3. "Moonage Daydream" – 5:10
4. "Sweet Thing/Candidate/Sweet Thing (Reprise)" – 8:48
5. "Changes" – 3:34
6. "Suffragette City" – 3:45
7. "Aladdin Sane (1913-1938-197?)" – 4:57
8. "All the Young Dudes" – 4:18
9. "Cracked Actor" – 3:29
10. "Rock 'n' Roll with Me" (Bowie/Warren Peace) – 4:18
11. "Watch That Man" – 4:55
12. "Knock on Wood" (Eddie Floyd/Steve Cropper) – 3:08
13. "Diamond Dogs" – 6:32
14. "Big Brother/Chant of the Ever-Circling Skeletal Family" – 4:08
15. "The Width of a Circle" – 8:12
16. "The Jean Genie" – 5:13
17. "Rock 'n' Roll Suicide" – 4:30

Cd-heruitgave uit 1990
1. "1984" – 3:20
2. "Rebel Rebel" – 2:40
3. "Moonage Daydream" – 5:10
4. "Sweet Thing/Candidate/Sweet Thing (Reprise)" – 8:48
5. "Changes" – 3:34
6. "Suffragette City" – 3:45
7. "Aladdin Sane (1913-1938-197?)" – 4:57
8. "All the Young Dudes" – 4:18
9. "Cracked Actor" – 3:29
10. "Rock 'n' Roll with Me" (Bowie/Peace) – 4:18
11. "Watch That Man" – 4:55
12. "Knock on Wood" (Floyd/Cropper) – 3:08
13. "Diamond Dogs" – 6:32
14. "Big Brother/Chant of the Ever-Circling Skeletal Family" – 4:08
15. "The Width of a Circle" – 8:12
16. "The Jean Genie" – 5:13
17. "Rock 'n' Roll Suicide" – 4:30
18. "Band Intro" (bonustrack) – 0:09
19. "Here Today, Gone Tomorrow" (Leroy Bonner/Joe Harris/Marshall Jones/Ralph Middlebrooks/Dutch Robinson/Clarence Satchell/Gary Webster) – 3:32
20. "Time" – 5:19

Cd-heruitgave uit 2005
1. "1984" – 3:20
2. "Rebel Rebel" – 2:40
3. "Moonage Daydream" – 5:10
4. "Sweet Thing/Candidate/Sweet Thing (Reprise)" – 8:48
5. "Changes" – 3:34
6. "Suffragette City" – 3:45
7. "Aladdin Sane (1913-1938-197?)" – 4:57
8. "All the Young Dudes" – 4:18
9. "Cracked Actor" – 3:29
10. "Rock 'n' Roll with Me" (Bowie/Peace) – 4:18
11. "Watch That Man" – 4:55
12. "Knock on Wood" (Floyd/Cropper) – 3:08
13. "Here Today, Gone Tomorrow" (Bonner/Harris/Jones/Middlebrooks/Robinson/Satchell/Webster) – 3:32
14. "Space Oddity" – 6:27
15. "Diamond Dogs" – 6:32
16. "Panic in Detroit" – 5:41
17. "Big Brother/Chant of the Ever-Circling Skeletal Family" – 4:08
18. "Time" – 5:19
19. "The Width of a Circle" – 8:12
20. "The Jean Genie" – 5:13
21. "Rock 'n' Roll Suicide" – 4:30
22. "Band Intro" (bonustrack) – 0:09

Rock Concert/David Bowie at the Tower Philadelphia
In 1979 werd een geknipte versie van het album uitgebracht onder de naam Rock Concert in Nederland. In 1982 werd het opnieuw uitgebracht in Nederland onder de titel David Bowie at the Tower Philadelphia.
1. "Rebel Rebel" – 2:40
2. "Changes" – 3:34
3. "Aladdin Sane (1913-1938-197?)" – 4:57
4. "All the Young Dudes" – 4:18
5. "Cracked Actor" – 3:29
6. "Rock 'n' Roll with Me" (Bowie/Peace) – 4:18
7. "Watch That Man" – 4:55
8. "Diamond Dogs" – 6:32
9. "Rock 'n' Roll Suicide" – 4:30

## Musici
- David Bowie: zang
- Earl Slick: gitaar
- Herbie Flowers: basgitaar
- Michael Kamen: elektrische piano, Moog, hobo, arrangementen
- Tony Newman: drums
- Pablo Rosario: percussie
- David Sanborn: altsaxofoon, fluit
- Richard Grando: baritonsaxofoon, fluit
- Mike Garson: piano, mellotron
- Gui Andrisano, Warren Peace: achtergrondzang